# 考特尼
考特尼（Courtenay），加拿大不列颠哥伦比亚省西南部温哥华岛上的一个城市，距离纳奈莫西北108公里。总人口24,099（2011年）。